# Tạ Quang Bạo
Tạ Quang Bạo (sinh năm 1941, quê quán làng Bình Lâm, xã Hà Lâm, huyện Hà Trung, tỉnh Thanh Hóa) là nhà điêu khắc Việt Nam, được tặng Giải thưởng Nhà nước về Văn học Nghệ thuật (2001) và Giải thưởng Hồ Chí Minh về Văn học Nghệ thuật (2017). Ông là nghệ sỹ tạo hình đầu tiên thuộc thế hệ Kháng chiến chống Mỹ cứu nước được tặng Giải thưởng Hồ Chí Minh về Văn học Nghệ thuật.

## Tiểu sử
Từ năm 1959 đến 1963 ông theo học trường Trung cấp Mỹ thuật Công nghiệp. Sau khi tốt nghiệp, ông được phân công về công tác tại Bảo tàng Mỹ thuật Việt Nam khi ấy mới được thành lập. Năm 1966, ông được cơ quan cử đi học tại khoa Điêu khắc trường Cao đẳng Mỹ thuật Công nghiệp, đào tạo nghệ sỹ tạo hình có trình độ đại học. Vào thời kỳ đó, nhà trường đi sơ tán tại làng Vát, huyện Hiệp Hòa, tỉnh Hà Bắc (nay là tỉnh Bắc Giang). Sau khi tốt nghiệp, ông trở về tiếp tục công tác tại Bảo tàng Mỹ thuật Việt Nam.
Năm 1971, Tạ Quang Bạo nhập ngũ, sau đó ông đi vào chiến trường Khu V, làm họa sỹ của Đoàn văn công Khu V, Tạp chí Quân khu. Cho dù chiến trường ác liệt, gian khổ và thiếu thốn, ông vẫn hăng say hoạt động sáng tác phục vụ Đoàn văn công, vừa ghi chép thực tế qua các ký họa và suy nghĩ để xây dựng những tác phẩm điêu khắc trong tương lai, đặc biệt là hình tượng về những bà mẹ, những chiến sỹ giải phóng đã làm nên những chiến công lịch sử. Cũng tại chiến trường Khu V, năm 1974, ông được kết nạp vào Đảng Lao động Việt Nam (nay là Đảng Cộng sản Việt Nam).
Năm 1976, Tạ Quang Bạo chuyển về Xưởng Mỹ thuật Quân đội và được bổ nhiệm làm phó giám đốc Xưởng. Năm 1985, Xưởng Mỹ thuật Quân đội giải thể, ông chuyển về làm họa sỹ trưởng tại Bảo tàng Lịch sử Quân sự Việt Nam (1985 - 1992) và về hưu vào năm 1995.
Ngoài sáng tác, ông còn tham gia nhiều hoạt động xã hội. Tại Đại hội Đại biểu toàn quốc Hội Mỹ thuật Việt Nam lần thứ II tại Hà Nội năm 1983, Tạ Quang Bạo đã được bầu làm Ủy viên Ban Chấp hành Hội Mỹ thuật Việt Nam khóa II (1983 - 1989), làm Chủ tịch Hội đồng Nghệ thuật chuyên ngành Điêu khắc khóa V (1999 - 2004) và khóa VI (2004 - 2009).

## Sự nghiệp

### Điêu khắc
Năm 1975, đất nước thống nhất, ông đã được Bộ Tư lệnh Quân khu V giao sáng tác mẫu "Tượng đài Chiến thắng" và xây dựng tại Bảo tàng Bộ Chỉ huy Quân sự thành phố Đà Nẵng với chất liệu xi măng và chiều cao 12m. Vào thời kì đó, có thể nói, đây là một tượng đài có kích thước lớn mà trước đây chưa từng được thực hiện. Tiếp đó, ông sáng tác và xây dựng tượng đài "Nam, nữ dân quân xã Cảnh Thụy, Bắc Giang" có chiều cao 3m với chất liệu bê tông cốt thép.
Từ sau năm 1975 đến nay, Tạ Quang Bạo dành nhiều thời gian cho sáng tác, tượng đài của ông có mặt ở nhiều tỉnh, thành trong cả nước với các chất liệu bê tông, đá, đồng. Có thể kể tới các tác phẩm như: Tượng đài "Chiến thắng Sông Lô", chất liệu bê tông, cột biểu tượng cao 21m vào năm 1987, đặt tại Núi Đồn, huyện Đoan Hùng, tỉnh Phú Thọ; Tượng đài và phù điêu "Tưởng niệm Noọng Nhai", chất liệu bê tông, vào năm 1999, đặt tại xã Thanh Xương, huyện Điện Biên, tỉnh Điện Biên; Tượng đài "Ngời sáng Quê hương" tại Nghĩa trang Liệt sỹ Quốc gia Đường 9, chất liệu bê tông, tượng cao 7,3m vào năm 1997, đặt tại  Quốc lộ 9, thị xã Đông Hà, tỉnh Quảng Trị; Tượng đài "Chiến thắng Quế Sơn", chất liệu Bê tông, đặt tại xã Cấm Dơi, huyện Quế Sơn, tỉnh Quảng Nam; Tượng đài "Chiến thắng Nha Trang", chất liệu bê tông, tượng cao 6m, năm 2004, đặt tại Công viên 2 tháng 4, thành phố Nha Trang, tỉnh Khánh Hòa... và rất nhiều công trình tượng đài nữa.
Họa sĩ Lương Xuân Đoàn - Chủ tịch Hội Mỹ thuật Việt Nam
Với số lượng tượng đài đã được xây dựng, Tạ Quang Bạo là tác giả có năng lực sáng tạo trong những đề tài có tính hoành tráng. Phần lớn là những quần thể với nhiều nhóm tượng và phù điêu có quy mô lớn, phát triển đa chiều, có tính khái quát, tạo được một phong cách riêng, có giá trị nghệ thuật cao, hài hòa với cảnh quan môi trường. Các tượng đài của ông sáng tác hầu hết có chung đề tài về Chiến tranh cách mạng và Lực lượng vũ trang, hình tượng những người chiến sỹ, nhân dân trong hai cuộc kháng chiến chống Pháp và chống Mỹ. Các tượng đài đều được giới chuyên môn đánh giá cao, có tính nhân văn, ý nghĩa giáo dục, có tác động tốt đối với công chúng và cảnh quan môi trường. Có thể nói, ông là một trong số ít những nhà điêu khắc sáng tác và xây dựng được nhiều tượng đài nhất ở Việt Nam.
Tạ Quang Bạo nổi tiếng với những tác phẩm điêu khắc ngoài trời. Nhưng không chỉ có thế, ông còn sáng tác hàng trăm tác phẩm điêu khắc, tượng tròn với các chất liệu thạch cao, gỗ, đất nung, đồng, đá... đề cập đến các đề tài về quê hương, gia đình, tình yêu. Tác phẩm của ông đã tham gia nhiều triển lãm khác nhau như Triển lãm Mỹ thuật toàn quốc, Triển lãm 10 năm Điêu khắc toàn quốc, Triển lãm Mỹ thuật về đề tài lực lượng vũ trang và chiến tranh cách mạng... Nhưng cho đến cuối năm 2019 đầu 2020, khi bước sang tuổi 80, với sự hỗ trợ tích cực của Lunet Art Galerie, lần đầu tiên, Tạ Quang Bạo mới có cho mình một triển lãm cá nhân về điêu khắc. Triển lãm nghệ thuật điêu khắc "Chân dung nghệ sĩ - nhà điêu khắc Tạ Quang Bạo" giới thiệu tới công chúng 70 tác phẩm, trong đó có nhiều tác phẩm mới ra đời. Mỗi tác phẩm là một cá tính riêng nhưng khi đặt cạnh nhau vẫn tạo nên sự hài hòa tổng thể, biểu trưng cho phong cách sáng tác của Tạ Quang Bạo. Đó là hình tượng người phụ nữ Việt Nam uyển chuyển nhưng cũng không kém phần khỏe khoắn, rắn chắc. Cũng có khi đó là hình tượng mang tính biểu tượng cho những khoảnh khắc bất chợt trong cuộc sống. Hay đôi nét lãng mạn trong những bức tượng tràn ngập tình yêu say đắm... Dù sáng tác trong giai đoạn nào của đất nước thì những sáng tác của Tạ Quang Bạo vẫn luôn hướng đến một tư tưởng chung nhất là phục vụ con người.
Ông đã được Nhà nước tặng thưởng: Huân chương Chiến sỹ Giải phóng hạng Ba; Huân chương Chiến sỹ vẻ vang hạng Nhất, hạng Nhì, Hạng Ba; Huân chương Chiến công hạng Ba.
Với những đóng góp của mình trong suốt quá trình hoạt động sáng tạo nghệ thuật, năm 2001 ông được tặng Giải thưởng Nhà nước về Văn học Nghệ thuật cho các tác phẩm: "Tình hữu nghị Việt - Lào"; Tượng đài "Nghĩa trang Buôn Mê Thuột"; Tượng đài "Chiến thắng Xuân Trạch" (Thu Đông 1947 - Vĩnh Phúc); Tượng đài "Chiến thắng Nha Trang". Năm 2017, ông được tặng Giải thưởng Hồ Chí Minh về Văn học Nghệ thuật cho hai tác phẩm "Tượng đài Chiến thắng Quế Sơn" ở Quảng Nam và "Tượng đài Chiến thắng sông Lô" ở Phú Thọ. Ông là nghệ sỹ tạo hình đầu tiên thuộc thế hệ Kháng chiến chống Mỹ cứu nước được tặng Giải thưởng Hồ Chí Minh về Văn học Nghệ thuật.

### Hội họa
Sau tất cả những giải thưởng danh giá cho sự nghiệp điêu khắc của mình (Giải thưởng Hồ Chí Minh, Giải thưởng Nhà nước), gần đây khi đã ở tuổi 81, Tạ Quang Bạo quyết định bước vào một chuyến phiêu lưu nghệ thuật mới – Hội họa Sơn mài.
Họa sĩ Giáo sư Ngô Xuân Bính 
Tạ Quang Bạo từng cầm cọ từ những năm 70 của thế kỷ 20. Tranh của ông hồi ấy cũng bán được cho khách nước ngoài. Ông là một trong những họa sỹ Việt Nam đầu tiên có tranh bán tại Singapore. Sau đó, Tạ Quang Bạo bị điêu khắc cuốn đi... Sau gần nửa thế kỷ, khi tuổi tác và sức khỏe đã ngả màu, ông trở lại với hội họa một cách tự nhiên, không định trước, không phải để chinh phục giải thưởng, mà chỉ để giải tỏa tâm trạng
Tranh của Tạ Quang Bạo không chịu ảnh hưởng của ai, cũng không theo phong cách nào cụ thể. "Tôi vẽ theo kiểu của tôi. Thích gì vẽ nấy", ông nói. Mong ước cuối cùng của nhà điêu khắc là kịp làm một triển lãm tranh sơn mài trước khi "đưa tay vẫy ngoài vô tận".
Và nguyện vọng của ông cũng đã đạt được. Vào cuối năm 2023, triển lãm Hội họa Tạ Quang Bạo đã được tổ chức tại Bảo tàng Mỹ thuật Việt Nam, giới thiệu đến công chúng 50 tác phẩm sơn mài khổ lớn thể hiện 50 trạng thái cảm nghĩ của tác giả về con người, cuộc đời, thiên nhiên với bảng màu phong phú, mới mẻ.
Chia sẻ về tác phẩm trong triển lãm, Tạ Quang Bạo ví triển lãm tranh sơn mài là "viên đạn" cuối cùng mà ông bắn. Vì vậy, thông qua triển lãm này ông muốn gửi gắm tới thế hệ trẻ tinh thần say mê nghệ thuật, sự lao động, cống hiến cho nghệ thuật. "Tôi ở tuổi cuối chiều. Sức lao động của tôi đã kiệt rồi, tuy nhiên nghệ thuật sơn mài ở Việt Nam còn rộng và có nhiều điều để nói. Thế hệ trẻ cần phải phấn đấu, lao động, rèn luyện, lao động hăng say, phải yêu nghệ thuật để có thể sáng tác ra những bức tranh đẹp" - ông nói.

## Các tác phẩm nổi bật
- Tượng đài "Chiến thắng Sông Lô", năm 1987, đặt tại Núi Đồn, huyện Đoan Hùng, tỉnh Phú Thọ.
- Tượng đài và phù điêu "Tưởng niệm Noọng Nhai", năm 1999, đặt tại xã Thanh Xương, huyện Điện Biên, tỉnh Điện Biên.
- Tượng đài "Ngời sáng Quê hương" tại Nghĩa trang Liệt sỹ Quốc gia Đường 9, năm 1997, đặt tại Km số 6, Quốc lộ 9, phường 4, thị xã Đông Hà, tỉnh Quảng Trị.
- Tượng đài "Chiến thắng Quế Sơn", đặt tại xã Cấm Dơi, huyện Quế Sơn, tỉnh Quảng Nam.
- Tượng đài "Chiến thắng Nha Trang", đặt tại Công viên 2 tháng 4, thành phố Nha Trang, tỉnh Khánh Hòa.
- Tượng đài "Tình hữu nghị Việt - Lào" (buộc chỉ cổ tay) - cao 3m.
- Tượng đài "Nghĩa trang Buôn Mê Thuột" - cao 7m.
- Tượng đài "Chiến thắng Xuân Trạch" (Thu Đông 1947 - Vĩnh Phúc), 1996.
- Tượng đài "Chiến thắng Nha Trang", 1996.

## Triển lãm cá nhân
- Chân dung nghệ sĩ - nhà điêu khắc Tạ Quang Bạo (Triển lãm nghệ thuật điêu khắc, 2019)
- Hội họa Tạ Quang Bạo (Bảo tàng Mỹ thuật Việt Nam, 2023)

## Giải thưởng
- 1976: Giải B - Triển lãm Mỹ thuật toàn quốc;
- 1979: Giải A - Triển lãm Mỹ thuật Quân đội;
- 1980: Giải A - Triển lãm Mỹ thuật toàn quốc;
- 1983: Giải Nhất  - Triển lãm 10 năm Điêu khắc toàn quốc 1973-1983;
- 1984: Giải A - Triển lãm Mỹ thuật Quân đội;
- 1990: Giải Khuyến khích - Triển lãm Mỹ thuật Toàn quốc;
- 2014: Giải A - Giải thưởng Văn học Nghệ thuật, Báo chí 5 năm (2009 - 2014);
- 2017: Giải A - Triển lãm Mỹ thuật Khu vực Hội Mỹ thuật Việt Nam.[1]

## Khen thưởng
- Huân chương Chiến sỹ Giải phóng hạng Ba
- Huân chương Chiến sỹ vẻ vang hạng Nhất, hạng Nhì, Hạng Ba
- Huân chương Chiến công hạng Ba

## Vinh danh
- Giải thưởng Nhà nước về Văn học Nghệ thuật (2001)
- Giải thưởng Hồ Chí Minh về Văn học Nghệ thuật (2017)